# Leonardo Moser
Leonardo Moser (Trente, 25 september 1984) is een voormalig Italiaans professioneel wielrenner. Hij reed voor Acqua e Sapone en Serramenti PVC Diquigiovanni. Moser is een neef van oud-wereldkampioen Francesco Moser. De broer van Francesco, Diego Moser, is zijn vader. De broer van Leonardo, Moreno Moser, rijdt anno 2012 bij Liquigas-Cannondale.
Leonardo behaalde geen professionele overwinningen.

## Resultaten in voornaamste wedstrijden
| Jaar | Ronde van Lombardije |
| ---- | -------------------- |
| 2007 | 35e                  |